# HP 오토노미
HP 오토노미(HP Autonomy, 이전 명칭: Autonomy Corporation)은 영국의 소프트웨어 기업이다. 본사는 영국 케임브리지와 미국 샌프란시스코에 있다. 기업용 검색엔진 및 지식관리 프로그램을 만든다. 2017년 마이크로포커스에 인수되었다.